# Le Bec-Thomas
Le Bec-Thomas ist eine französische Gemeinde mit 200 Einwohnern (Stand 1. Januar 2022) im Département Eure in der Region Normandie (vor 2016 Haute-Normandie). Sie gehört zum Arrondissement Bernay und zum Kanton Grand Bourgtheroulde. Die Einwohner werden Thomasiens genannt.

## Geografie
Le Bec-Thomas liegt in Nordfrankreich, etwa 25 Kilometer südsüdwestlich von Rouen. Im Norden des Gemeindegebietes verläuft das Flüsschen Oison. Umgeben wird Le Bec-Thomas von den Nachbargemeinden Saint-Pierre-des-Fleurs im Norden, La Saussaye im Nordosten, Saint-Germain-de-Pasquier im Osten, La Harengère im Südosten, Fouqueville im Süden und Westen sowie Saint-Ouen-de-Pontcheuil im Westen und Nordwesten.

## Bevölkerungsentwicklung
| Jahr                       | 1962 | 1968 | 1975 | 1982 | 1990 | 1999 | 2006 | 2019 |
| -------------------------- | ---- | ---- | ---- | ---- | ---- | ---- | ---- | ---- |
| Einwohner                  | 94   | 119  | 123  | 159  | 190  | 221  | 229  | 219  |
| Quellen: Cassini und INSEE |      |      |      |      |      |      |      |      |

## Sehenswürdigkeiten
- Kirche Saint-Jean-Baptiste aus dem 14. Jahrhundert